# Lasius obscuratus
Lasius obscuratus es una especie de hormiga del género Lasius, tribu, Lasiini, orden Hymenoptera. Fue descrita por Stitz en 1930.

## Distribución
Se distribuye por China, Georgia, Irán, Mongolia, Tayikistán y Rusia.

## Hábitat
Habita en pastizales y debajo de piedras y rocas. Se ha encontrado a elevaciones de 1800-2170 metros.